# Línea 717 (Interurbanos Madrid)

Esquema de dársenas del intercambiador subterráneo de Plaza de Castilla

La línea 717 de la red de autobuses interurbanos de Madrid une la terminal subterránea del Intercambiador de Plaza de Castilla con Nuevo Tres Cantos.

## Características
Fue puesta en servicio el 1 de agosto de 2023, uniendo Nuevo Tres Cantos, Madrid Content City Netflix, Secuoya y el Campus Universitario UNIE con Madrid.
Es la única línea interurbana de Tres Cantos, junto con la línea 716, que no pasa por el centro de la localidad.
Al compartir la dársena 31 en el Intercambiador de Plaza de Castilla junto con la línea 716, sus horarios están coordinados para que no existan servicios de ambas líneas que salgan a la vez.
Siguiendo la numeración de líneas del CRTM, las líneas que circulan por el corredor 7 son aquellas que dan servicio a los municipios situados en torno a la M-607 y comienzan con un 7. Aquellas numeradas dentro de la decena 710 corresponden a aquellas que circulan por Tres Cantos.
La línea mantiene los mismos horarios todo el año (exceptuando las vísperas de festivo y festivos de Navidad), tan sólo operando de lunes a viernes laborables.
Está operada por la empresa ALSA mediante la concesión administrativa VCM-701 - Madrid - Tres Cantos (Viajeros Comunidad de Madrid) del Consorcio Regional de Transportes de Madrid.

## Historia
- 6 de octubre de 1997: Primera inauguración y creación de la línea, con la denominación 717 Madrid (Plaza de Castilla) - Tres Cantos (Cineastas). Entraba por la Avenida del Parque, continuaba por las avenidas de Colmenar Viejo y Artesanos, donde originalmente establecía su cabecera, junto al puesto de la comandancia de la Guardia Civil. Finalmente se amplió el recorrido, haciéndole subir desde la Avenida de los Artesanos por la Ronda de los Montes hasta llegar a la Avenida de los Actores del sector Cineastas (de donde tomaba su denominación), donde tenía su cabecera y desde ahí regresaba a Madrid por la Calle del Fuego, siguiendo después el mismo recorrido de ida. Algunas expediciones finalizaban al final de la Ronda de los Montes, a la altura de la comisaría de la policía local, desde donde daba la vuelta para regresar a Madrid. [2]
- 1 de noviembre de 2012: Supresión de la línea, coincidiendo con la reordenación de las líneas 712, 713, 716, L3 y creación de la L4.[3]
- 1 de agosto de 2023: Reinauguración de la línea, con la denominación 717 Madrid (Plaza de Castilla) - Nuevo Tres Cantos. Línea realizada con un único coche y por tanto una frecuencia de 90 minutos de paso.[1]
- 4 de noviembre de 2024: Ampliación de horarios de la línea, pasándose a realizar el servicio con 2 coches, reduciendo la frecuencia de paso a 40 minutos. Originalmente la intención era tener servicios cada media hora, coincidiendo con también esa oferta de servicios en la línea N701 los viernes, sábados laborables y vísperas de festivo, aunque dicha modificación aún no ha llegado.[4]

## Horarios
| Lunes a viernes laborables |                            |                            |                            |                            |                            |                            |                            |                            |                            |                            |                            |                            |                            |                            |                            |                            |                            |                            |                            |                            |                            |                            |                            |                            |                            |                            |                            |                            |                            |                            |
| Madrid > Nuevo Tres Cantos | Madrid > Nuevo Tres Cantos | Madrid > Nuevo Tres Cantos | Madrid > Nuevo Tres Cantos | Madrid > Nuevo Tres Cantos | Madrid > Nuevo Tres Cantos | Madrid > Nuevo Tres Cantos | Madrid > Nuevo Tres Cantos | Madrid > Nuevo Tres Cantos | Madrid > Nuevo Tres Cantos | Madrid > Nuevo Tres Cantos | Madrid > Nuevo Tres Cantos | Madrid > Nuevo Tres Cantos | Madrid > Nuevo Tres Cantos | Madrid > Nuevo Tres Cantos | Madrid > Nuevo Tres Cantos | Nuevo Tres Cantos > Madrid | Nuevo Tres Cantos > Madrid | Nuevo Tres Cantos > Madrid | Nuevo Tres Cantos > Madrid | Nuevo Tres Cantos > Madrid | Nuevo Tres Cantos > Madrid | Nuevo Tres Cantos > Madrid | Nuevo Tres Cantos > Madrid | Nuevo Tres Cantos > Madrid | Nuevo Tres Cantos > Madrid | Nuevo Tres Cantos > Madrid | Nuevo Tres Cantos > Madrid | Nuevo Tres Cantos > Madrid | Nuevo Tres Cantos > Madrid | Nuevo Tres Cantos > Madrid |
| 06                         | 07                         | 08                         | 09                         | 10                         | 11                         | 12                         | 13                         | 14                         | 15                         | 16                         | 17                         | 18                         | 19                         | 20                         | 21                         | 06                         | 07                         | 08                         | 09                         | 10                         | 11                         | 12                         | 13                         | 14                         | 15                         | 16                         | 17                         | 18                         | 19                         | 20                         |
| 55                         | 45                         | 25                         | 15 55                      | 45                         | 25                         | 15 55                      | 45                         | 25                         | 15 55                      | 45                         | 25                         | 15 55                      | 45                         | 25                         | 15                         | 15                         | 05 45                      | 35                         | 15                         | 05 45                      | 35                         | 15                         | 05 45                      | 35                         | 15                         | 05 45                      | 35                         | 15                         | 05 45                      | 35                         |

## Recorrido y paradas

### Sentido Nuevo Tres Cantos
La línea inicia su recorrido en el intercambiador subterráneo de Plaza de Castilla, en la dársena 31 , en este punto se establece correspondencia con todas las líneas de los corredores 1 y 7 con cabecera en el intercambiador de Plaza de Castilla. En la superficie efectúan parada varias líneas urbanas con las que tiene correspondencia, y a través de pasillos subterráneos enlaza con las líneas 1, 9 y 10 del Metro de Madrid.
Tras abandonar los túneles del intercambiador subterráneo, la línea sale al Paseo de la Castellana, donde tiene una primera parada frente al Hospital La Paz (subida de viajeros). A partir de aquí sale por la M-30 hasta el nudo de Manoteras y toma la M-607.
La línea circula por la M-607 realizando diversas paradas en la vía de servicio, notablemente en la zona de Cantoblanco, la Universidad Autónoma de Madrid y la base militar de El Goloso. Toma la salida 24 hacia Tres Cantos y realiza paradas en la Avenida de los Actores, Avenida de Castilla y León, Avenida de Madrid, Avenida de España, Avenida de San Isidro Labrador, Avenida Gran Vía de Tres Cantos, Avenida del 21 de marzo, Avenida de los Montes y finalmente llega a la cabecera compartida con la línea 713 en la Avenida de Juan Pablo II.
| Código | Zona | Localidad   | Denominación                                                     | Ubicación                            | Líneas de la parada                                                   | Metro / Cercanías |
| ------ | ---- | ----------- | ---------------------------------------------------------------- | ------------------------------------ | --------------------------------------------------------------------- | ----------------- |
| 17470B |      | Madrid      | Intercambiador de Plaza de Castilla - Dársena 31                 | Avenida de Asturias Nº2              | 716 717                                                               | Plaza de Castilla |
| 3252   |      | Madrid      | Paseo de la Castellana Nº292 - Hospital La Paz                   | Paseo de la Castellana Nº292         | 173 174 175 176 178 712 713 716 717 721 722 724 725 726 876 N701 N702 | Begoña            |
| 3670   |      | Madrid      | Carretera de Colmenar - Hospital Ramón y Cajal                   | M-607 km. 8,4                        | 175 178 712 713 714 716 717 721 722 724 725 726 876 N701 N702         | Ramón y Cajal     |
| 3918   |      | Madrid      | Carretera de Colmenar - Colegio                                  | M-607 km. 8,9                        | 175 178 712 713 716 717 N701                                          |                   |
| 06563  |      | Madrid      | Carretera de Colmenar Viejo - Academia de Artillería             | M-607 km. 11,7                       | 712 713 716 717 721 722 724 725 726 N701 N702                         |                   |
| 06565  |      | Madrid      | Carretera M-607 - Residencia de Ancianos                         | M-607 km. 13                         | 712 713 714 716 717 721 722 724 725 726 N701 N702                     |                   |
| 06566  |      | Madrid      | Carretera M-607 - Ciudad Escolar                                 | M-607 km. 13,4                       | 712 713 716 717 721 722 724 725 726 N701 N702                         |                   |
| 06567  |      | Madrid      | Carretera M-607 - Hospital Psiquiátrico                          | M-607 km. 13,8                       | 712 713 716 717 721 722 724 725 726 N701 N702                         |                   |
| 06568  |      | Madrid      | Carretera M-607 - Hospital Cantoblanco                           | M-607 km. 14,5                       | 712 713 716 717 721 722 724 725 726 N701 N702                         |                   |
| 06569  |      | Madrid      | Carretera M-607 - Universidad Autónoma                           | M-607 km. 14,9                       | 712 713 716 717 721 722 724 725 726 876 N701 N702                     | Cantoblanco       |
| 06570  |      | Madrid      | Carretera M-607 - Cruce Carretera de Alcobendas                  | M-607 km. 16                         | 712 713 716 717 721 722 724 725 726 N701 N702                         |                   |
| 06571  |      | Madrid      | Carretera M-607 - El Goloso                                      | M-607 km. 16,8                       | 712 713 716 717 721 722 724 725 726 827 N701 N702                     | El Goloso         |
| 06572  |      | Madrid      | Carretera M-607 - Las Jarrillas                                  | M-607 km. 18,7                       | 712 713 716 717 721 722 724 725 726 827 N701 N702                     |                   |
| 06573  |      | Madrid      | Carretera M-607 - Cementerio La Paz                              | M-607 km. 19,4                       | 712 713 716 717 721 722 724 725 726 827 N701 N702                     |                   |
| 19906  |      | Tres Cantos | Avenida de los Actores - Avenida de los Montes                   | Avenida de los Actores Nº22          | 717 N701 4 5                                                          |                   |
| 21129  |      | Tres Cantos | Avenida de Castilla y León - Calle de Galicia                    | Avenida de Castilla y León S/Nº      | 717                                                                   |                   |
| 19909  |      | Tres Cantos | Avenida de Madrid - Avenida de Castilla y León                   | Avenida de Madrid Nº1                | 717 N701 4 5                                                          |                   |
| 19910  |      | Tres Cantos | Avenida de Madrid - Avenida de la Comunidad Valenciana           | Avenida de Madrid Nº1                | 717 N701 4 5                                                          |                   |
| 21124  |      | Tres Cantos | Avenida de España - Plaza de Van Drell                           | Avenida de España Nº1                | 717                                                                   |                   |
| 21122  |      | Tres Cantos | Avenida de San Isidro Labrador - Calle Joaquín Barraquer         | Avenida de San Isidro Labrador S/Nº  | 717                                                                   |                   |
| 21120  |      | Tres Cantos | Avenida de San Isidro Labrador - Avenida Gran Vía de Tres Cantos | Avenida de San Isidro Labrador S/Nº  | 717                                                                   |                   |
| 21118  |      | Tres Cantos | Avenida Gran Vía de Tres Cantos - Plaza de Hoya Tocón            | Avenida Gran Vía de Tres Cantos S/Nº | 717                                                                   |                   |
| 20456  |      | Tres Cantos | Avenida Gran Vía de Tres Cantos - Avenida del 21 de marzo        | Avenida Gran Vía de Tres Cantos Nº1  | 717 4 5                                                               |                   |
| 21116  |      | Tres Cantos | Avenida del 21 de marzo - Calle de Grecia                        | Avenida del 21 de marzo S/Nº         | 717                                                                   |                   |
| 21112  |      | Tres Cantos | Avenida del 21 de marzo - Calle Eslovaquia                       | Avenida del 21 de marzo S/Nº         | 717                                                                   |                   |
| 19905  |      | Tres Cantos | Avenida de los Montes - Plaza de España                          | Avenida de los Montes Nº1            | 713 717                                                               |                   |
| 20460  |      | Tres Cantos | Avenida de Juan Pablo II - Calle Emilio Turión                   | Avenida de Juan Pablo II Nº1         | 713717                                                                |                   |

### Sentido Madrid (Plaza de Castilla)
El recorrido en sentido Madrid es igual al de ida pero en sentido contrario.
| Código | Zona | Localidad   | Denominación                                                   | Ubicación                            | Líneas de la parada                                     | Metro / Cercanías |
| ------ | ---- | ----------- | -------------------------------------------------------------- | ------------------------------------ | ------------------------------------------------------- | ----------------- |
| 20461  |      | Tres Cantos | Avenida de Juan Pablo II - Calle Emilio Turión                 | Avenida de Juan Pablo II Nº1         | 713 717                                                 |                   |
| 18994  |      | Tres Cantos | Avenida de los Montes - Plaza de España                        | Avenida de los Montes Nº1            | 713 717 N701                                            |                   |
| 21111  |      | Tres Cantos | Avenida del 21 de marzo - Calle de Dinamarca                   | Avenida del 21 de marzo Nº12         | 717                                                     |                   |
| 21114  |      | Tres Cantos | Avenida del 21 de marzo - Calle de Bulgaria                    | Avenida del 21 de marzo S/Nº         | 717                                                     |                   |
| 20455  |      | Tres Cantos | Avenida Gran Vía de Tres Cantos - Avenida de Teresa de Calcuta | Avenida Gran Vía de Tres Cantos Nº1  | 717 4 5                                                 |                   |
| 21117  |      | Tres Cantos | Avenida Gran Vía de Tres Cantos - Plaza de Hoya Tocón          | Avenida Gran Vía de Tres Cantos S/Nº | 717                                                     |                   |
| 21119  |      | Tres Cantos | Avenida de San Isidro Labrador - Calle Gregorio Marañón        | Avenida de San Isidro Labrador S/Nº  | 717                                                     |                   |
| 21121  |      | Tres Cantos | Avenida de San Isidro Labrador - Calle Joaquín Barraquer       | Avenida de San Isidro Labrador S/Nº  | 717                                                     |                   |
| 21123  |      | Tres Cantos | Avenida de España - Plaza de Van Drell                         | Avenida de España Nº6                | 717                                                     |                   |
| 19911  |      | Tres Cantos | Avenida de Madrid - Calle de Asturias                          | Avenida de Madrid Nº1                | 717 4 5                                                 |                   |
| 19908  |      | Tres Cantos | Avenida de Madrid - Avenida de Castilla y León                 | Avenida de Madrid Nº1                | 717 4 5                                                 |                   |
| 21128  |      | Tres Cantos | Avenida de Castilla y León - Calle de Galicia                  | Avenida Castilla y León S/Nº         | 717 4 5                                                 |                   |
| 21125  |      | Tres Cantos | Avenida de los Actores - Travesía Directores                   | Avenida de los Actores N°22          | 717                                                     |                   |
| 19084  |      | Tres Cantos | Avenida de los Montes - Calle del Fuego                        | Avenida de los Montes Nº1            | 713 717 4 5                                             |                   |
| 12875  |      | Madrid      | Carretera M-607 - Cementerio La Paz                            | M-607 km. 19,3                       | 712 713 716 717 721 722 724 725 726 827 876N701 N702    |                   |
| 09679  |      | Madrid      | Carretera M-607 - Estación de El Goloso                        | M-607 km. 17,2                       | 712 713 716 717 721 722 724 725 726 827 N701 N702       | El Goloso         |
| 06664  |      | Madrid      | Carretera M-607 - El Goloso                                    | M-607 km. 16,9                       | 712 713 716 717 721 722 724 725 726 827 N701 N702       | El Goloso         |
| 06665  |      | Madrid      | Carretera M-607 - Cruce Carretera de Alcobendas                | M-607 km. 16                         | 712 713 716 717 721 722 724 725 726 N701 N702           |                   |
| 06666  |      | Madrid      | Carretera M-607 - Universidad Autónoma                         | M-607 km. 14,9                       | 712 713 716 717 721 722 724 725 726 876N701 N702        | Cantoblanco       |
| 06667  |      | Madrid      | Carretera M-607 - Valdelatas                                   | M-607 km. 14,3                       | 712 713 716 717 N701                                    |                   |
| 06669  |      | Madrid      | Carretera M-607 - Ciudad Escolar                               | M-607 km. 13,4                       | 712 713 714 716 717 721722 724 725 726 N701 N702        |                   |
| 06672  |      | Madrid      | Carretera de Colmenar - Academia de Artillería                 | M-607 km. 11,7                       | 712 713 716 717 721722724725726N701 N702                |                   |
| 06673  |      | Madrid      | Carretera de Colmenar - Gasolinera Santa Ana                   | M-607 km. 9,7                        | 712 713 714 716 717 721722724725726876N701 N702         |                   |
| 955    |      | Madrid      | Carretera de Colmenar - Hospital Ramón y Cajal                 | M-607 km. 8,3                        | 175 178 712 713 714 716 717 721722724725726876N701 N702 | Ramón y Cajal     |
| 10548  |      | Madrid      | Paseo de la Castellana - Hospital La Paz                       | Paseo de la Castellana Nº300         | 712 713 714 716 717 721722724725726815 876N701 N702     | Begoña            |
| 17470  |      | Madrid      | Intercambiador de Plaza de Castilla                            | Avenida de Asturias Nº2              | Descenso en las dársenas 38 y 39.                       | Plaza de Castilla |